# Júlia Medeiros
Júlia Medeiros (São João del-Rei, Minas Gerais) é uma escritora, atriz, compositora, dramaturga e gestora cultural brasileira. Foi integrante do Grupo Ponto de Partida por 16 anos e também atuou no coro Meninos de Araçuaí e na Bituca - Universidade de Música Popular. Em 2018, publicou, junto com a ilustradora Elisa Carareto, o livro infantil A Avó Amarela (ÔZé Editora). Por este livro, recebeu em 2019 o Prêmio FNLIJ como autora revelação e o Prêmio Jabuti de melhor livro infantil.